# 시마국

시마 국

시마국(일본어: 志摩国 시마노쿠니[*])은 도카이도에 위치한 일본의 옛 구니이다. 현재의 미에현 동쪽 시마반도에 해당한다. 시슈(志州)라고도 한다.

## 연혁
일설에는 7세기 후반에서 8세기 초 사이에 이세국으로부터 분리되어 설치되었으나, 이세 국의 세력 하에 놓였다고 한다.
원래의 영역은 후대에 비해 남쪽으로 더 멀리 뻗쳐, 해안은 현재의 오와세시 부근까지 포함했다. 이후 남쪽은 기이국, 다른 해안은 이세국으로 편입되어, 시마 국에는 시마반도만이 남겨졌다. 아스카 시대에는 시마 군(志摩郡)만이 설치되었으나, 나라 시대에는 사키 군(佐芸郡), 도시 군(答志郡)의 두 군으로 나뉘었다, 사키 군은 곧 아고 군(英虞郡)으로 이름이 바뀌었다.

## 군
- 아스카 시대
  - 시마 군 (시마 국)(일본어판)(志摩郡) - 현재의 도바시와 시마시에 해당한다.
- 나라 시대
  - 아고군(일본어판)(英虞郡) (원 이름은 사키 군(佐芸郡))
  - 도시군(일본어판)(答志郡)